# Cuarto ejército correntino contra Rosas
El cuarto ejército correntino contra Rosas fue un esfuerzo dirigido por líderes del partido unitario y del gobernador de la provincia de Corrientes, Joaquín Madariaga, para romper la dominación ejercida en la Argentina por el general Juan Manuel de Rosas. Fue organizado por el mismo Madariaga, y fue comandado por un tiempo por el general José María Paz. Logró preservar la autonomía correntina durante más de cuatro años, desde 1843 hasta fines de 1847.
Tras la expulsión del general Paz y el fracaso de un tratado de paz firmado por Madariaga y Rosas, la provincia fue invadida por el gobernador entrerriano Justo José de Urquiza, que derrotó a Madariaga en la batalla de Vences. A partir de entonces, la provincia quedó incorporada plenamente a la Confederación Argentina.

## Antecedentes
La Confederación Argentina era una laxa organización de provincias que se reconocían miembros de la misma nación. Desde 1835 en adelante, la poderosa influencia del gobernador de la provincia de Buenos Aires, Juan Manuel de Rosas, uniformó el sistema político en torno a su figura. Económicamente proteccionista, el gobierno de Rosas se aprovechaba de la inexistencia de una constitución nacional para asegurarse la preeminencia política de su provincia, la única que tenía puertos de ultramar. Rosas controlaba – y durante largos períodos impedía – las comunicaciones navales de las provincias del Litoral (Entre Ríos, Corrientes y Santa Fe) con el resto del mundo, salvo a través del puerto de Buenos Aires. Por otro lado, la provincia se había apoderado de los ingresos por los derechos de aduana en el puerto de Buenos Aires, que eran, por mucha diferencia, los más importantes ingresos fiscales del país.
Contra esa situación se rebelaron algunos gobernantes provinciales. El primero de ellos fue el gobernador de Corrientes, Genaro Berón de Astrada. Este inició las rebeliones correntinas y la campañas contra Rosas en 1839, pero fue vencido y muerto ese mismo año.
Tras un efímero gobierno federal, asumió el gobierno Pedro Ferré, que se lanzó nuevamente a la rebelión. El primer ejército que este organizó fue trasladado por el general Juan Lavalle a las provincias del interior del país, donde fue casi completamente destruido. De todos modos, Ferré organizó y puso otro ejército en manos del general José María Paz. Este logró una brillante victoria e invadió la provincia de Entre Ríos, pero las desavenencias entre los dos jefes llevaron a su separación. El ejército fue puesto en manos del presidente del Uruguay, Fructuoso Rivera, que enfrentó a los federales y fue derrotado en la batalla de Arroyo Grande, el 6 de noviembre de 1841.
Después de la batalla, el gobernador entrerriano Justo José de Urquiza invadió la provincia de Corrientes, mientras el ejército correntino se disolvía apresuradamente, minado por la más profunda desmoralización. El gobernador Ferré abandonó la provincia hacia el Paraguay, aconsejando a la legislatura que eligiera para sucederle al líder del partido federal Pedro Cabral. Muchos jefes militares abandonaron la provincia en dirección a Brasil.
Urquiza recorrió la provincia, asegurándose la lealtad federal al dejar algunas guarniciones de su ejército en distintos puntos de la misma. Luego abandonó Corrientes para iniciar sus campañas en Uruguay, secundando al general y expresidente Manuel Oribe, que había establecido el Sitio de Montevideo, iniciando la que la tradición uruguaya llama la Guerra Grande.

## Invasión de los Madariaga
Pese a los ataques que más tarde le lanzarían sus enemigos, el gobierno de Cabral no fue particularmente violento. Se limitó a tratar de asegurarse la paz, transando en todas las exigencias de Rosas y Urquiza. Pero los exiliados no estaban dispuestos a abandonar la lucha.
Los exiliados en Brasil se habían acogido a la protección de los "farrapos", esto es, a los independentistas del estado de Río Grande do Sul; pero a principios de 1843, sus jefes estaban iniciado una campaña contra el ejército del Imperio del Brasil. Dado que no querían ser obligados a unirse a ninguno de los dos ejércitos, decidieron regresar a Corrientes a recuperar el poder. Liderados por los hermanos Joaquín y Juan Madariaga, 108 correntinos iniciaron el cruce del río Uruguay el 31 de marzo de 1843. En el lugar por donde cruzaron, años más tarde fundaron la ciudad de Paso de los Libres.
A poco de andar, sumaron a sus fuerzas las tropas aportadas por el comandante Nicanor Cáceres, además de las milicias locales de Mercedes, Curuzú Cuatiá, Esquina y Bella Vista. Para oponerse a su avance, el coronel José Miguel Galán, de las fuerzas de Urquiza, reunió a las fuerzas que permanecían fieles. Uno de los jefes federales, José Antonio Virasoro, se pasó a los Madariaga y aceleró la marcha sobre la capital, ocupándola el 13 de abril. La legislatura eligió gobernador a Juan Baltasar Acosta, pero Joaquín Madariaga lo rechazó y se autodenominó gobernador, enviando a su hermano Juan a ocupar la capital.
Mientras tanto, hubo una reacción federal en Bella Vista, pero la rápida reacción de Juan Madariaga recuperó ese pueblo el día 28 de abril, a costa de unos 80 muertos. También el coronel Galán avanzó hacia la capital, pero fue vencido el 6 de mayo en la batalla de Laguna Brava, a tres leguas de la ciudad. Los vencidos se embarcaron hacia Entre Ríos; la última resistencia fue vencida por Juan Madariaga el 11 de mayo, en el Paso Oscuro sobre el río Corriente.
Los primeros actos públicos del nuevo gobernador fueron orientados a anular todo lo actuado por su antecesor, y también a prohibir la entrada a la provincia de Ferré, a quien acusaban de no haber defendido la provincia después de Arroyo Grande. Y se lanzó una persecución física sobre los colaboradores de Cabral y sus familias, y la confiscación en masa de sus bienes.
El 21 de septiembre, Joaquín Madariaga era nombrado gobernador titular.

## El nuevo ejército y la campaña a Entre Ríos
Los restos del ejército entrerriano en Corrientes fueron reorganizados en Arroyo Grande por el general Eugenio Garzón, mientras Urquiza continuaba la campaña en Uruguay. Los Madariaga sabían que debían esperar la respuesta del entrerriano, y por ello organizaron un nuevo ejército en el sur de la provincia, en el campamento de Villanueva. Contaba con unos 4.000 hombres de caballería, 400 infantes y cuatro piezas de artillería de campaña.
El 16 de diciembre, seguros de que Urquiza estaría muy ocupado en Uruguay, iniciaron la invasión de Entre Ríos: el 30 de diciembre de 1843 ocuparon Concordia. El mismo día, Juan Madariaga cruzó el río Uruguay, siendo derrotado en el Combate del Ceibal. Por ello, a los pocos días cruzó el río todo el ejército y ocupó la ciudad de Salto, capturando las pertenencias de quienes habían huido de Concordia. Salto pasó al poder de los oficiales de Fructuoso Rivera.
El 17 de enero de 1844 se produjo el Combate de Palmar entre las tropas de Madariaga y del general Garzón, que fue perseguido por el interior de Entre Ríos. En esos mismos días, una partida armada asesinó en Nogoyá al gobernador delegado de Entre Ríos, Cipriano de Urquiza, hermano mayor del general. Los asesinos, al parecer, eran simples bandoleros; pero fueron incorporados al ejército correntino.
Unos días más tarde, Madariaga avanzó por la costa del río Uruguay, hasta ocupar Gualeguaychú. Pero allí le llegó la noticia de que Urquiza estaba regresando a su provincia después de derrotar a Rivera.
Madariaga inició la retirada hacia el norte, que rápidamente se convirtió en una fuga en masa de sus soldados, perseguidos por Garzón. Madariaga abandonó la provincia invadida el 9 de febrero y regresó al campamento de Villanueva en Corrientes, después de haber perdido casi todas las presas de su campaña. Las tropas que habían hecho la campaña fueron licenciadas, y el gobernador pasó el mando del ejército a su hermano Juan.
Poco después, el gobernador secuestraba una flota enviada desde Buenos Aires a Paraguay; y poco después firmaba un tratado de comercio con el presidente paraguayo Carlos Antonio López.

## Regreso del general Paz
Desde principios de 1844, los enviados del gobierno correntino en Montevideo habían estado tentando al general José María Paz con el comando del ejército provincial. Este partió hacia Río de Janeiro, desde donde regresó al sur del Imperio y llegó a Paso de los Libres en noviembre de ese año. De allí pasó a la capital de la provincia.
Como en las ocasiones anteriores, Paz exigió un mando militar con autoridad nacional, de modo que el gobernador correntino lo puso al mando del ejército provincial con el cargo de Director de la Guerra. Entre otras atribuciones, tenía derecho a suscribir tratados con naciones extranjeras, bien que poniendo a consideración del Congreso correntino los artículos que obligaran a esa provincia.
En esa misma época, las flotas francesa e inglesa formalizaban el Bloqueo Anglofrancés del Río de la Plata; sus buques lograron ingresar impunemente en el río Paraná y tomar contacto con Corrientes.
El 11 de febrero de 1845, Paz asumió el mando del ejército correntino; ascendió a Joaquín y Juan Madariaga al grado de generales y reorganizó el ejército. En sus Memorias, Paz relató las dificultades de todo tipo que tuvo con los correntinos, especialmente con Juan Madariaga; en esos relatos, Paz dejó traslucir su desprecio por los hombres que tenía a su mando.
Mientras tanto, el 25 de marzo de ese año, Urquiza derrotaba completamente a Rivera en la batalla de India Muerta. Pero, al no regresar de inmediato a su provincia, dio tiempo a Paz a tomar la iniciativa.

## Invasión de López a Santa Fe
Uno de los esfuerzos militares más importantes de Paz estuvo en organizar una escuadra provincial; con buques armados por Francia y Paraguay, el capitán Jorge Cardassy, de origen griego, logró dominar el Paraná desde Corrientes hacia el sur, a veces hasta cerca de Rosario.
A fines de junio de 1845, Paz envió por el río al general Juan Pablo López a Santa Fe, a recuperar el gobierno perdido tres años antes. Llevaba 400 exiliados santafesinos y 300 correntinos, al mando del coronel Bernardino López. Atravesó el Chaco rápidamente, acompañado de indígenas de la región; sorprendió y derrotó en el combate de Calcines al coronel Martín Santa Coloma. El gobernador Pascual Echagüe, huyó a Buenos Aires.
López asumió el gobierno el 6 de julio, como si nunca lo hubiese perdido. Se dedicó a imponer contribuciones a los federales y a tratar de organizar su gobierno.
Cuando llegó una flota correntina a Santa Fe, López se dedicó a organizar festejos y a tratar de formalizar una alianza con Francia. Los preparativos bélicos fueron muy mal organizados, especialmente si – como era de esperar – Rosas lo identificaba como primer enemigo a vencer.
Echagüe reapareció a principios de agosto, y rápidamente avanzó hacia la capital. López no estaba preparado, y abandonó precipitadamente la ciudad, concentrándose en llevarse los caudales reunidos. Marchó aceleradamente en busca de la flota correntina enviada por Juan Madariaga, que le ofreció cruzar el río Paraná a la altura de Goya. Inesperadamente, López continuó su rápida retirada. Su ejército fue sorprendido en la batalla de Malabrigo, el 12 de agosto, cerca de la actual Reconquista.
López debió cruzar a Corrientes con el resto de sus fuerzas; allí fue arrestado por Paz, que le inició un consejo de guerra, acusándolo de "cobardía, falsedad y malversación", y pidiendo la pena de muerte para él. El tribunal lo condenó a la cárcel, pero López huyó al Brasil.
La flota correntina logró capturar las embarcaciones del puerto de Paraná el 30 de septiembre. Por un tiempo más, el río estuvo en poder de los correntinos.
El 20 de noviembre de 1845, la flota anglo-francesa logró abrir el cierre del río Paraná organizado por el general Mansilla en la Batalla de la Vuelta de Obligado. La flota continuó su camino hacia Corrientes, logrando cargar muchos barcos en sus puertos; a su regreso fue nuevamente atacada por los federales de Mansilla. Militarmente, esa campaña fue exitosa. Pero, dado que económicamente tuvo resultados negativos, no se volvió a intentar nada parecido. Corrientes volvió a quedar aislada.

## Laguna Limpia
A fines de 1845, el presidente Carlos Antonio López envió a Corrientes un gran ejército, puesto al mando de su hijo Francisco Solano López. Pero este nunca se puso a las órdenes de Paz, y sus tropas permanecieron en el noroeste de la provincia. En la práctica, sirvieron más al Paraguay que a Corrientes, ya que afirmaron el dominio paraguayo sobre la provincia de Misiones, que era territorio en litigio entre estos dos países desde la Revolución de Mayo.
El 2 de enero de 1846, el ejército correntino de Urquiza inició la invasión de Corrientes con una fuerza de 6.000 soldados. Llevaba en sus filas a oficiales experimentados como Manuel Urdinarrain, Hilario Lagos, Eugenio Garzón y Ricardo López Jordán. Muchos de los miembros del ejército eran correntinos, y estaban al mando de los hermanos José Antonio y Benjamín Virasoro.
Paz decidió no enfrentarlo, y llevarlo a una trampa similar a la que le había dado el triunfo en la batalla de Caaguazú. Ordenó, además, el éxodo masivo de la población correntina hacia el norte. La ruta seguida, entre los esteros del Iberá y los de Batel, era apropiada para un ejército, pero significó un tremendo sacrificio para los civiles.
La vanguardia de Paz, al mando de Nicanor Cáceres, fue derrotada en la batalla de Las Osamentas, además de una pequeña victoria en Pago Largo. El gobernador correntino quiso obligarlo a seguir a Paz ubicándose en Saladas al frente de 1.500 hombres, y el general Juan Madariaga quedó al frente de la vanguardia.
Desoyendo la orden de Paz de no presentar batalla, Juan Madariaga fue alcanzado por Urquiza y derrotado en la batalla de Laguna Limpia, sufriendo 160 bajas. Entre los prisioneros fue tomado Juan Madariaga; por la correspondencia que estaba en su poder, Urquiza supo exactamente cuáles eran los planes de Paz.
De modo que el ejército entrerriano persiguió de lejos al correntino hasta la Tranquera de Loreto, donde Paz esperaba emboscar a Urquiza. Este se adelantó a reconocer sus posiciones, y simplemente emprendió el regreso al sur el 12 de febrero. Se retiró ordenadamente, y no tuvo mayores contratiempos, a pesar de que Paz ordenó a Cáceres y a Manuel Hornos que los persiguiera; arreó todo el ganado que encontró y dio por finalizada la campaña el 3 de marzo.

## El Tratado de Alcaraz
A poco de regresar a su provincia, Urquiza convenció a Juan Madariaga de sus intenciones pacíficas para con Corrientes. El general prisionero escribió a su hermano una carta contándole de la buena predisposición de Urquiza. 
Los Madariaga estaban dispuestos a iniciar conversaciones con Urquiza, pero Paz se negó de plano. No sólo desconfiaba de Urquiza, sino que el acuerdo propuesto hubiera detenido la guerra contra Rosas. Por otro lado, el tratado propuesto dejaba de lado la autoridad militar y diplomática del propio Paz.
Algunos diputados se pusieron del lado del general Paz, y pidieron que este los protegiera de los Madariaga, que pretendían llamar a elecciones, en las cuales posiblemente perderían sus cargos. El general Ábalos y el coronel Ocampos fueron enviados a proteger al Congreso provincial y deponer a Madariaga. Pero los soldados de su división los abandonaron, pronunciándose por Madariaga. Paz abandonó el ejército y se exilió en Paraguay. A fines de abril de 1846, el ejército paraguayo regresó a su país.
Como el gobernador correntino aceptó iniciar tratativas, Urquiza le escribió un largo informe y liberó a su hermano, enviándolo con sus propuestas. El entrerriano pidió autorización a Rosas para firmar un tratado de paz con Corrientes.
No obstante las tratativas de paz con Urquiza, Madariaga nombró a Florencio Varela y Francisco Pico embajadores de su provincia ante el gobierno de Montevideo, Francia e Inglaterra, para continuar la guerra contra Rosas.
Paz y Madariaga se encontraron en Alcaraz, cerca de La Paz (Entre Ríos), y el 17 de agosto firmaron el Tratado de Alcaraz. Por el mismo, Corrientes se reintegraba a la Confederación Argentina y confirmaba su adhesión al Pacto Federal de 1831. Pero el tratado tenía una parte secreta, impuesta por Madariaga y aceptada por Urquiza como un mal menor, por la cual Corrientes no estaba obligada a participar en la guerra contra el gobierno de Montevideo ni contra Francia e Inglaterra.
Urquiza envió el tratado a Rosas, en manos del coronel Galán; pero Rosas lo pensó durante dos meses, y luego lo rechazó: si Corrientes podía apartarse de una guerra nacional, entonces realmente no se incorporaba a la Confederación. Urquiza intentó entonces convencer a los Madariaga de hacer algunos gestos a favor de Rosas, como la implantación de los símbolos federales – especialmente el "cintillo punzó" –pero Madariaga se negó por completo. Por el contrario, el gobernador correntino propuso un tratado entre su provincia y Entre Ríos contra Rosas. Urquiza reconoció al nuevo gobierno de Montevideo, lo cual fue por Rosas
A principios de noviembre, Galán llegó a Entre Ríos con la respuesta: aprobaba el tratado de Alcaraz, pero no su parte secreta, y reprobaba enérgicamente el reconocimiento del gobierno montevideano. Además exigía el regreso de los exiliados federales a Corrientes, y la indemnización de sus propiedades confiscadas. El 10 de marzo de 1847, tras varios meses de negociaciones, Madariaga cerró las negociaciones.

## Potrero de Vences
Urquiza pidió instrucciones a Rosas, y este ordenó reiniciar la guerra contra Madariaga.
Urquiza, que había analizado cuidadosamente sus posibilidades de romper con Rosas –con cuyo sistema de gobierno no estaba en absoluto de acuerdo – y llegó a la conclusión de que no tenía posibilidad alguna de vencer. Por eso, a mediados de ese año, ya estaban en guerra. Madariaga intentó invadir Entre Ríos, pero la defección del coronel Cáceres lo debilitó enormemente: todo el sur de la provincia quedó en manos de Cáceres y los Virasoro.
Urquiza inició su avance sobre Corrientes, desde el campamento de Calá, el 4 de noviembre, al frente de sus 7.000 hombres: 5.000 entrerrianos y aportes porteños, y 2.000 correntinos. El avance por el sur de la provincia fue muy rápido, porque ya estaba en manos de sus aliados. El ejército correntino sólo contaba con 3.000 hombres de caballería, 900 de infantería y 120 artilleros, con 12 piezas.
Ambos ejércitos se enfrentaron en la batalla de Vences o del Potrero de Vences, el 26 de noviembre de 1847. El ejército correntino fue derrotado, perdiendo 700 muertos – la mayoría en la persecución que siguió a la batalla – y 2231 prisioneros, incluidos casi 100 oficiales.
Los hermanos Madariaga, sin embargo, lograron escapar hasta Corrientes, huyendo enseguida hacia Paraguay. Desde allí, Juan Madariaga pasaría a Brasil, pero solo después del fallecimiento de su hermano Joaquín.

## Consecuencias
Tras la huida de Madariaga y de todos sus ministros, el Congreso provincial eligió gobernador provisorio a Miguel Virasoro, hermano de los caudillos federales, pero que hasta ese momento se había mantenido fiel a Madariaga.
Por orden de Urquiza, el gobernador disolvió la legislatura y reinstauró el 12 de diciembre la que había funcionado durante el gobierno de Cabral; ésta eligió gobernador a Benjamín Virasoro, que asumió el día 15, e inmediatamente fue ascendido al grado de general.
Virasoro, aunque federal convencido, no era un partidario de Rosas. Era amigo de Urquiza, y de él dependía políticamente. Si delegó las relaciones exteriores en el porteño, sólo fue por ahorrarse problemas. Pero acompañaba a Urquiza en sus desconfianzas y resentimientos contra la política de Rosas. Seguramente, también participó en las negociaciones con el Brasil, que llevarían al rompimiento final con Rosas.
Pocos días después del "Pronunciamiento de Urquiza", del 1 de mayo de 1851, también Virasoro se pronunciaría contra Rosas. Su ejército provincial fue, desde entonces, el quinto ejército correntino que enfrentaría a Rosas. A diferencia de los anteriores, el de Virasoro, incorporado al Ejército Grande de Urquiza, tendría éxito. Tras la campaña al Uruguay, que finalizó la Guerra Grande, participó en la batalla de Caseros, del 3 de febrero de 1852, que significaría el final del gobierno y del sistema político encarnado por Rosas. Y que daría comienzo al período llamado "Organización Nacional".